# Podmíněná entropie

Vennův diagram ukazující aditivní a subtraktivní vztahy různých informačních měr přiřazených ke korelovaným proměnným a. Plocha pokrytá některou z kružnic je sdružená entropie. Kružnice vlevo (červená a fialová) je entropie, přičemž červená je podmíněná entropie. Kružnice vpravo (modrá a fialová) je, přičemž modrá je. Fialová je vzájemná informace.

Podmíněná entropie (anglicky conditional entropy) v teorii informace kvantifikuje množství informace potřebné pro popsání výsledku náhodného pokusu {\displaystyle Y}, pokud je známá hodnota jiné náhodné proměnné {\displaystyle X}. Měří se stejně jako informační entropie v bitech (kterým se v této souvislosti také říká „shannons“), někdy v „přirozených jednotkách“ (natech) nebo v desítkových číslicích (nazývaný „dits“, „bans“ nebo „hartleys“). Jednotka měření závisí na základu logaritmu použitého pro výpočet entropie.
Entropii {\displaystyle Y} podmíněnou {\displaystyle X} zapisujeme {\displaystyle \mathrm {H} (Y|X)}, kde {\displaystyle \mathrm {H} } je velké řecké písmeno Éta.

## Definice
Podmíněná entropie {\displaystyle Y}, je-li dáno {\displaystyle X}, je definována jako
| {\displaystyle \mathrm {H} (Y\|X)\ =-\sum _{x\in {\mathcal {X}},y\in {\mathcal {Y}}}p(x,y)\log {\frac {p(x,y)}{p(x)}}} | \| \| \| \| \| \| \| \| | (1) |
| |                         |     |
| |                         |     |

kde {\displaystyle {\mathcal {X}}} a {\displaystyle {\mathcal {Y}}} označuje nosič náhodných proměnných {\displaystyle X} a {\displaystyle Y}.
Poznámka: při výpočtech se neurčité výrazy {\displaystyle 0\log 0} a {\displaystyle 0\log c/0} pro pevné {\displaystyle c>0} považují za rovné nule, protože {\displaystyle \lim _{\theta \to 0^{+}}\theta \,\log \,c/\theta =0} a {\displaystyle \lim _{\theta \to 0^{+}}\theta \,\log \theta =0}.
Intuitivní vysvětlení definice:
Podle definice platí, že {\displaystyle \displaystyle H(Y|X)=\mathbb {E} (\ f(X,Y)\ )} kde {\displaystyle \displaystyle f:(x,y)\ \rightarrow -\log(\ p(y|x)\ ).} {\displaystyle \displaystyle f} přiřazuje dvojici {\displaystyle \displaystyle (x,y)} informační obsah {\displaystyle \displaystyle (Y=y)}, je-li dáno {\displaystyle \displaystyle (X=x)}, což je množství informace potřebné pro popsání události {\displaystyle \displaystyle (Y=y)}, je-li dáno {\displaystyle (X=x)}. Podle zákona velkýich čísel, {\displaystyle \displaystyle H(Y|X)} je aritmetický průměr velkého počtu nezávislých realizací {\displaystyle \displaystyle f(X,Y)}.

## Motivace
Nechť {\displaystyle \mathrm {H} (Y|X=x)} je entropie diskrétní náhodné proměnné {\displaystyle Y} podmíněná tím, že diskrétní náhodná proměnná {\displaystyle X} nabývá hodnotu {\displaystyle x}. Označme nosiče funkcí {\displaystyle X} a {\displaystyle Y} {\displaystyle {\mathcal {X}}} a {\displaystyle {\mathcal {Y}}}. Nechť {\displaystyle Y} má pravděpodobnostní funkci {\displaystyle p_{Y}{(y)}}. Nepodmíněná entropie {\displaystyle Y} se spočítá jako {\displaystyle \mathrm {H} (Y):=\mathbb {E} [\operatorname {I} (Y)]}, tj.
{\displaystyle \mathrm {H} (Y)=\sum _{y\in {\mathcal {Y}}}{\mathrm {Pr} (Y=y)\,\mathrm {I} (y)}=-\sum _{y\in {\mathcal {Y}}}{p_{Y}(y)\log _{2}{p_{Y}(y)}},}
kde {\displaystyle \operatorname {I} (y_{i})} je informační obsah toho, že výsledek {\displaystyle Y} má hodnotu {\displaystyle y_{i}}. Entropie {\displaystyle Y} podmíněná tím, že {\displaystyle X} nabývá hodnotu {\displaystyle x}, je definována podobně podmíněné očekávání:
{\displaystyle \mathrm {H} (Y|X=x)=-\sum _{y\in {\mathcal {Y}}}{\Pr(Y=y|X=x)\log _{2}{\Pr(Y=y|X=x)}}.}
Pamatujte, že {\displaystyle \mathrm {H} (Y|X)} je výsledek průměrování {\displaystyle \mathrm {H} (Y|X=x)} přes všechny možné hodnoty {\displaystyle x}, kterých může nabývat {\displaystyle X}. Také pokud se výše uvedený součet bere přes vzorek {\displaystyle y_{1},\dots ,y_{n}}, očekávaná hodnota {\displaystyle E_{X}[\mathrm {H} (y_{1},\dots ,y_{n}\mid X=x)]} je známa v nějakém oboru jako ekvivokace (anglicky equivocation).
Jsou-li dány diskrétní náhodné proměnné {\displaystyle X} s obrazem {\displaystyle {\mathcal {X}}} a {\displaystyle Y} s obrazem {\displaystyle {\mathcal {Y}}}, podmíněná entropie {\displaystyle Y}, je-li dáno {\displaystyle X} se definuje jako vážený součet {\displaystyle \mathrm {H} (Y|X=x)} pro každou možnou hodnotu {\displaystyle x}, s použitím {\displaystyle p(x)} jako váhy::s.15
{\displaystyle {\begin{aligned}\mathrm {H} (Y|X)\ &\equiv \sum _{x\in {\mathcal {X}}}\,p(x)\,\mathrm {H} (Y|X=x)\\&=-\sum _{x\in {\mathcal {X}}}p(x)\sum _{y\in {\mathcal {Y}}}\,p(y|x)\,\log \,p(y|x)\\&=-\sum _{x\in {\mathcal {X}}}\sum _{y\in {\mathcal {Y}}}\,p(x,y)\,\log \,p(y|x)\\&=-\sum _{x\in {\mathcal {X}},y\in {\mathcal {Y}}}p(x,y)\log \,p(y|x)\\&=-\sum _{x\in {\mathcal {X}},y\in {\mathcal {Y}}}p(x,y)\log {\frac {p(x,y)}{p(x)}}.\\&=\sum _{x\in {\mathcal {X}},y\in {\mathcal {Y}}}p(x,y)\log {\frac {p(x)}{p(x,y)}}.\\\end{aligned}}}

## Vlastnosti

### Nulová podmíněná entropie
{\displaystyle \mathrm {H} (Y|X)=0} právě tehdy, když hodnota {\displaystyle Y} je úplně určena hodnotou {\displaystyle X}.

### Podmíněná entropie of nezávislý náhodné proměnné
Naopak {\displaystyle \mathrm {H} (Y|X)=\mathrm {H} (Y)} právě tehdy, když {\displaystyle Y} a {\displaystyle X} jsou nezávislé náhodné proměnné.

### Řetízkové pravidlo
Předpokládejme, že kombinovaný systém určený dvěma náhodnými proměnnými {\displaystyle X} a {\displaystyle Y} má sdruženou entropii {\displaystyle \mathrm {H} (X,Y)}, tj. potřebujeme průměrně {\displaystyle \mathrm {H} (X,Y)} bitů informace pro popsání jeho přesného stavu. Pokud nejdříve zjistíme hodnotu {\displaystyle X}, získali jsme {\displaystyle \mathrm {H} (X)} bitů informace. Pokud je {\displaystyle X} známé, potřebujeme pouze {\displaystyle \mathrm {H} (X,Y)-\mathrm {H} (X)} bitů pro popsání stavu celého systému. Tato hodnota se přesně rovná {\displaystyle \mathrm {H} (Y|X)}, kterou dává řetízkové pravidlo podmíněné entropie:
{\displaystyle \mathrm {H} (Y|X)\,=\,\mathrm {H} (X,Y)-\mathrm {H} (X).}:s.17
řetízkové pravidlo vyplývá z výše uvedené definice podmíněné entropie:
{\displaystyle {\begin{aligned}\mathrm {H} (Y|X)&=\sum _{x\in {\mathcal {X}},y\in {\mathcal {Y}}}p(x,y)\log \left({\frac {p(x)}{p(x,y)}}\right)\\[4pt]&=\sum _{x\in {\mathcal {X}},y\in {\mathcal {Y}}}p(x,y)(\log(p(x))-\log(p(x,y)))\\[4pt]&=-\sum _{x\in {\mathcal {X}},y\in {\mathcal {Y}}}p(x,y)\log(p(x,y))+\sum _{x\in {\mathcal {X}},y\in {\mathcal {Y}}}{p(x,y)\log(p(x))}\\[4pt]&=\mathrm {H} (X,Y)+\sum _{x\in {\mathcal {X}}}p(x)\log(p(x))\\[4pt]&=\mathrm {H} (X,Y)-\mathrm {H} (X).\end{aligned}}}
Řetízkové pravidlo platí obecně pro více náhodné proměnné:
{\displaystyle \mathrm {H} (X_{1},X_{2},\ldots ,X_{n})=\sum _{i=1}^{n}\mathrm {H} (X_{i}|X_{1},\ldots ,X_{i-1})}:s.22
Tento vztah se podobá řetízkovému pravidlu z teorie pravděpodobnosti, ale místo násobení využívá sčítání.

### Bayesovo pravidlo
Bayesovo pravidlo pro podmíněnou entropii říká
{\displaystyle \mathrm {H} (Y|X)\,=\,\mathrm {H} (X|Y)-\mathrm {H} (X)+\mathrm {H} (Y).}
Důkaz: {\displaystyle \mathrm {H} (Y|X)=\mathrm {H} (X,Y)-\mathrm {H} (X)} a {\displaystyle \mathrm {H} (X|Y)=\mathrm {H} (Y,X)-\mathrm {H} (Y)}. Symetrie má za následek {\displaystyle \mathrm {H} (X,Y)=\mathrm {H} (Y,X)}. Odečtením obou rovnic dostaneme Bayesovo pravidlo.
Pokud {\displaystyle Y} je podmíněně nezávislé na {\displaystyle Z}, je-li dáno {\displaystyle X} máme:
{\displaystyle \mathrm {H} (Y|X,Z)\,=\,\mathrm {H} (Y|X).}

### Další vlastnosti
Pro jakékoli {\displaystyle X} a {\displaystyle Y}:
{\displaystyle {\begin{aligned}\mathrm {H} (Y|X)&\leq \mathrm {H} (Y)\,\\\mathrm {H} (X,Y)&=\mathrm {H} (X|Y)+\mathrm {H} (Y|X)+\operatorname {I} (X;Y),\qquad \\\mathrm {H} (X,Y)&=\mathrm {H} (X)+\mathrm {H} (Y)-\operatorname {I} (X;Y),\,\\\operatorname {I} (X;Y)&\leq \mathrm {H} (X),\,\end{aligned}}}
kde {\displaystyle \operatorname {I} (X;Y)} je vzájemná informace mezi {\displaystyle X} a {\displaystyle Y}.
Pro nezávislé {\displaystyle X} a {\displaystyle Y}:
{\displaystyle \mathrm {H} (Y|X)=\mathrm {H} (Y)} a {\displaystyle \mathrm {H} (X|Y)=\mathrm {H} (X)\,}
Přestože určitá podmíněná entropie {\displaystyle \mathrm {H} (X|Y=y)} může být menší i větší než {\displaystyle \mathrm {H} (X)} pro dané náhodné variace {\displaystyle y} {\displaystyle Y}, {\displaystyle \mathrm {H} (X|Y)} nemůže nikdy přesáhnout {\displaystyle \mathrm {H} (X)}.

## Podmíněná diferenciální entropie

### Definice
Výše uvedená definice platí pro diskrétní náhodné proměnné. Spojitá verze diskrétní podmíněné entropie se nazývá podmíněná diferenciální (nebo spojitá) entropie. Nechť {\displaystyle X} a {\displaystyle Y} jsou spojité náhodné proměnné se sdruženou hustotou pravděpodobnosti {\displaystyle f(x,y)}. Diferenciální podmíněná entropie {\displaystyle h(X|Y)} se definuje takto:s.249
| {\displaystyle h(X\|Y)=-\int _{{\mathcal {X}},{\mathcal {Y}}}f(x,y)\log f(x\|y)\,dxdy} | \| \| \| \| \| \| \| \| | (2) |
|                                                                                        |                         |     |
|                                                                                        |                         |     |

### Vlastnosti
Oproti podmíněné entropii pro diskrétní náhodné proměnné může být podmíněná diferenciální entropie záporná.
Stejně jako v diskrétním případě platí řetízkové pravidlo pro diferenciální entropii:
{\displaystyle h(Y|X)\,=\,h(X,Y)-h(X)}:s.253
Toto pravidlo však neplatí, pokud se příslušné diferenciální entropie neexistují nebo jsou nekonečné.
Sdružené diferenciální entropie se také používají v definici vzájemné informace mezi spojitými náhodnými proměnnými:
{\displaystyle \operatorname {I} (X,Y)=h(X)-h(X|Y)=h(Y)-h(Y|X)}
{\displaystyle h(X|Y)\leq h(X)}, přičemž rovnost nastává právě tehdy, když {\displaystyle X} a {\displaystyle Y} jsou nezávislé.:s.253

### Vztah k chybě odhad
Podmíněné diferenciální entropie dává spodní mez očekávané druhé mocniny chyby odhadu. Pro jakoukoli náhodnou proměnnou {\displaystyle X}, pozorování {\displaystyle Y} a odhad {\displaystyle {\widehat {X}}} platí::s.255
{\displaystyle \mathbb {E} \left[{\bigl (}X-{\widehat {X}}{(Y)}{\bigr )}^{2}\right]\geq {\frac {1}{2\pi e}}e^{2h(X|Y)}}
Což se podobá principu neurčitosti z kvantové mechaniky.

## Zobecnění na kvantovou teorii
V kvantové teorii informace se podmíněná entropie zobecňuje na podmíněnou kvantovou entropii, která na rozdíl od svého klasického protějšku může nabývat záporných hodnot.